# Pararhodia
Pararhodia este un gen de molii din familia Saturniidae. 

## Specii
- Pararhodia daviesorum Lemaire, 1979
- Pararhodia gyra (W. Rothschild & Jordan, 1905)
- Pararhodia meeki (Jordan, 1908)
- Pararhodia rotalis U. Paukstadt, L. Paukstadt & Suhardjono, 1992
- Pararhodia setekwa d`Abrera, 1998